# 陰核提靭帯
陰核提靭帯（ ラテン語:ligamentum Suspensorium clitoridis）は恥骨結合と陰核体を結ぶ繊維の束である。堤靭帯は陰核体の屈曲部を安定させる 。三角形状で、三角形の頂点は恥丘より上に向けられ、三角形の底辺は陰核体に向かっている  。
性的興奮の間、靭帯は短くなり、拡張し、陰核亀頭が陰核包皮の下に引き込まれる。